# Parma polylepis
Parma polylepis es una especie de peces de la familia Pomacentridae en el orden de los Perciformes.

## Morfología
Los machos pueden llegar alcanzar los 21 cm de longitud total.

## Hábitat
Es un pez de mar.

## Distribución geográfica
Se encuentra al sudeste de Australia (desde la Gran Barrera de Coral hasta Bass Point, Nueva Gales del Sur), Nueva Caledonia y el norte de Nueva Zelanda.